# 3 Kirklee Road
Unter der Adresse 3 Kirklee Road in der schottischen Stadt Glasgow befindet sich eine Villa. 1970 wurde das Bauwerk in die schottischen Denkmallisten zunächst in der Kategorie B aufgenommen. Die Hochstufung in die höchste Denkmalkategorie A erfolgte 1987. Des Weiteren ist die Villa Teil eines umfassenderen Denkmalensembles der Kategorie A.

## Beschreibung
Die Villa wurde in der ersten Hälfte der 1900er Jahre erbaut. Für den Entwurf zeichnet der schottische Architekt John Archibald Campbell verantwortlich.
Es handelt sich um zwei asymmetrisch aufgebaute, zweistöckige Villen in geschlossener Bauweise, welche das kleine Karree zwischen Kirklee Road, Redlands Road, Redlands Lane und Mirrlees Lane vollständig einnehmen. Sie sind im Stile der schottischen Neorenaissance ausgestaltet. Die Gebäude werden über die Kirklee Road beziehungsweise die Redlands Road betreten. Ihr Mauerwerk besteht aus bossierten Quadern mit abgesetzten Details aus polierten Quadern. Beide Eingangsportale sind rundbögig und schließen mit Kämpferfenstern ab. Entlang der Kirklee Road treten zwei abgekantete Ausluchten heraus. Sie sind zweistöckig und ragen über die Traufe hinaus. Unterhalb der Fenster des Obergeschosses verläuft ein schlichtes Fenstergesimse. Die verbauten Sprossenfenster sind teils gekuppelt und mit steinernen Fensterpfosten ausgestattet. Das Gebäude schließt mit schiefergedeckten Dächern mit traufständigen Kaminen.